# 부산연제우체국
부산연제우체국은 부산광역시 연제구 소재의 우체국이다. 부산지방우정청 소속이다.

## 기본 정보
- 주소: 부산광역시 연제구 법원북로 33 (부산지방우정청과 청사 공유)

## 연혁
- 2002년 8월 1일: 부산 연제구 거제1동 1473번지 공사착공
- 2005년 3월 27일: 준공
- 2005년 5월 23일: 부산연제우체국 업무개시
- 2008년 4월 28일: 연제구 우편구역을 동래우체국에서 연제우체국으로 변경[1], 부산연제우체국 집배 신설
- 2008년 5월 6일: 부산연산7동우편취급국을 부산물만골우편취급국으로 명칭 변경[2]
- 2012년 5월 1일: 부산경상대학우체국을 부산경상대학교우체국으로 명칭 변경[3]
- 2012년 6월 1일: 부산물만골우편취급국 위탁계약 해지 및 재개국[4]
- 2014년 1월 1일: 우편구역을 다음과 같이 고시[5]

| 배달국         | 배달구역      | 구역번호      |
| -------------- | ------------- | ------------- |
| 부산연제우체국 | 연제구 전지역 | 47500 ~ 47616 |

- 2014년 7월 4일: 부산교육대학교우체국, 부산경상대학교우체국 폐국[6]
- 2014년 7월 7일: 부산교육대학교우편취급국, 부산경상대학교우편취급국 설치[7]

## 관할 우체국
| 우체국명                 | 사진 | 주소                                                     | 비고                                                                |
| ------------------------ | ---- | -------------------------------------------------------- | ------------------------------------------------------------------- |
| 부산거제2동우편취급국    |      | 부산광역시 연제구 아시아드대로46번길 3                   |                                                                     |
| 부산거제동우체국         |      | 부산광역시 연제구 해맞이로 87                            |                                                                     |
| 부산경상대학교우체국     |      | 부산광역시 연제구 고분로 170 (연산동)                    | 2012년 5월 1일 부산경상대학우체국에서 명칭 변경 2014년 7월 4일 폐국 |
| 부산경상대학교우편취급국 |      | 부산광역시 연제구 고분로 170,부산경상대학교 학생회관 1층 | 2014년 7월 7일 신설                                                 |
| 부산교육대학교우체국     |      | 부산광역시 연제구 교대로 24 (거제동)                     | 2014년 7월 4일 폐국                                                 |
| 부산교육대학교우편취급국 |      | 부산광역시 연제구 교대로 24,부산교육대학교 인문사회관1층 | 2014년 7월 7일 신설                                                 |
| 부산물만골우편취급국     |      | 부산광역시 연제구 연수로 110,경동메르빌상가 제10호       | 2008년 5월 6일 부산연산7동우편취급국에서 명칭 변경                  |
| 부산법원우체국           |      | 부산광역시 연제구 법원로 31                              | 2001년 9월 24일 현위치로 이전                                       |
| 부산시청우체국           |      | 부산광역시 연제구 중앙대로 1001                          |                                                                     |
| 부산연산1동우체국        |      | 부산광역시 연제구 과정로 319                             |                                                                     |
| 부산연산4동우편취급국    |      | 부산광역시 연제구 거제천로230번길 61                     |                                                                     |
| 부산연산5동우체국        |      | 부산광역시 연제구 월드컵대로 115                         |                                                                     |
| 부산연산동우체국         |      | 부산광역시 연제구 연수로 197                             |                                                                     |
| 부산연산토곡우편취급국   |      | 부산광역시 연제구 연안로 12                              |                                                                     |
| 부산연일우편취급국       |      | 부산광역시 연제구 쌍미천로 58                            |                                                                     |
| 부산연화우편취급국       |      | 부산광역시 연제구 거제천로 143-1                         | 2002년 3월 18일 부산연제우편취급소에서 명칭 변경                    |